# XIII Voltum Lunae
XIII Voltum Lunae – album zespołu Asgaard wydany w 2002 roku nakładem wytwórni Metal Mind.

## Lista utworów
1. "Mare Nectaris" – 05:14
2. "Mare Crisium" – 05:36
3. "Mare Tranquillitatis" – 05:16
4. "Mare Frigoris" – 05:03
5. "Shin" – 01:15
6. "Mare Procellarum" – 06:23
7. "Aleph" – 01:37
8. "Mare Nubium" – 07:09
9. "Lamed" – 01:15
10. "Mare Serenitatis" – 07:55

## Twórcy
- Roman Gołębiowski - perkusja
- Bartłomiej Kostrzewa - gitara
- Wojciech Kostrzewa - instrumenty klawiszowe
- Jacek Monkiewicz - gitara basowa
- Przemysław Olbryt - śpiew
- Honorata Stawicka - skrzypce